# Deiver Machado
Deiver Andrés Machado Mena (ur. 2 września 1993 w Tadó) – kolumbijski piłkarz występujący na pozycji lewego obrońcy we francuskim klubie RC Lens oraz w reprezentacji Kolumbii. Wychowanek Atlético Nacional, w trakcie swojej kariery grał także w takich zespołach, jak Alianza Petrolera, Millonarios, KAA Gent oraz Toulouse.